# Örebro Tidning (1856)
Örebro Tidning från 29 november 1856 till 31 mars 1858.

## Tryckning utgivning och redaktion
Tidningen trycktes hos N. M. Lindh med antikva. Den kom ut 2 dagar i veckan onsdag och lördag 1856-1857 och sedan 6 gånger i veckan 1858 med 4 sidor i folio och 4 spalter. och 3 spalter från 30 december 1857. Tidningen kostade 16 skilling banko till december 1856 sedan 3 riksdaler 16 skilling banko 1857 och 9 riksdaler riksmynt 1858.
Tidningen gavs ut av boktryckaren Abraham Bohlin, som härför på nytt begagnade sitt den 25 november 1845 erhållna utgivningsbevis. Karl Nyblius (sign. Flux Deran) var redaktör för tidningen och filosofie doktor Jonas G. Wahlström och Elis Wilhelm Lindblad var medarbetare i tidningen.